# Huapacal 4.ª Sección
Huapacal 4.ª Sección es una localidad del municipio de Huimanguillo ubicado en la subregión de la Chontalpa del estado mexicano de Tabasco.

## Geografía
La localidad de Huapacal 4.ª Sección se sitúa en las coordenadas geográficas 17°51′18″N 93°49′04″O / 17.855000, -93.817778, a una elevación de 9 metros sobre el nivel del mar.

## Demografía
Según el Conteo de Población y Vivienda 2020, efectuado por el Instituto Nacional de Estadística y Geografía, la localidad de Huapacal 4.ª Sección tiene 54 habitantes, de los cuales 29 son del sexo masculino y 25 del sexo femenino. Su tasa de fecundidad es de 1.7 hijos por mujer y tiene 14 viviendas particulares habitadas.
| Gráfica de evolución demográfica de Huapacal 4.ª Sección entre 2000 y 2020 |
|                                                                            |
| INEGI.                                                                     |